# Francesc Espar Moya
Francesc Espar Moya, auch bekannt als Xesco Espar, (geboren am 4. Januar 1963 in Barcelona) ist ein spanischer Handballtrainer und ehemaliger Handballspieler.

## Spielerkarriere
Moya spielte zunächst Handball beim FC Barcelona und dann beim Grup Excusionista i Esportiu Gironí (GEiEG) in Girona. 1984 wechselte er wieder zum FC Barcelona und kam in zwei Spielzeiten auch in der ersten Mannschaft des Teams in der Liga ASOBAL zum Einsatz. Mit Barça gewann er den spanischen Pokal und den Europapokal der Pokalsieger 1984/85.

## Trainerkarriere
Ab 1985 war er als Handballtrainer beim FC Barcelona tätig. Er trainierte von 1985 bis 1991 Jugendmannschaften und von 1991 bis 1997 die Junioren. Im Jahr 1997 wurde er Assistent des Cheftrainers der ersten Mannschaft, Valero Rivera López. Im Jahr 2004 übernahm er selbst das Amt des Cheftrainers. Er führte das Team zum Gewinn der EHF Champions League 2004/05, zum spanischen Meistertitel 2006, dem spanischen Pokal 2007 und dem spanischen Supercup 2007. Im Jahr 2007 wurde er vom Trainerposten abberufen.

## Privates
Ein jüngerer Bruder von ihm ist Josep Espar Moya.
Seine beiden Töchter Anna Espar und Clara Espar sind Wasserballspielerinnen.